# Groot Hertoginnelaan
De Groot Hertoginnelaan is een laan, die met een grote boog door de wijk Duinoord en langs de rand van de wijk Zorgvliet in Den Haag loopt. De laan begint bij de Laan van Meerdervoort, waar ook de Carnegielaan uitkomt en loopt tot de Beeklaan, net voordat deze weer de Laan van Meerdervoort snijdt.
De Groot Hertoginnelaan is genoemd naar Sophie der Nederlanden, groothertogin van Saksen-Weimar-Eisenach. Zij was de dochter van koning Willem II en Anna Paulowna. Ondanks de vernoeming naar een groothertogin (één woord) staat in de straatnaam vrijwel altijd een spatie na Groot, en wordt Hertogin met een hoofdletter gespeld. Dat is al zo op een van de eerste kaarten van de dan vrijwel gerealiseerde wijk van Jr. J. Wind uit 1910: "Bouwplan der Haagsche Bouwgrond-Maatschappij "Duinoord"[dode link]. Ook op de straatnaamborden staat overal de spelling met een extra spatie.

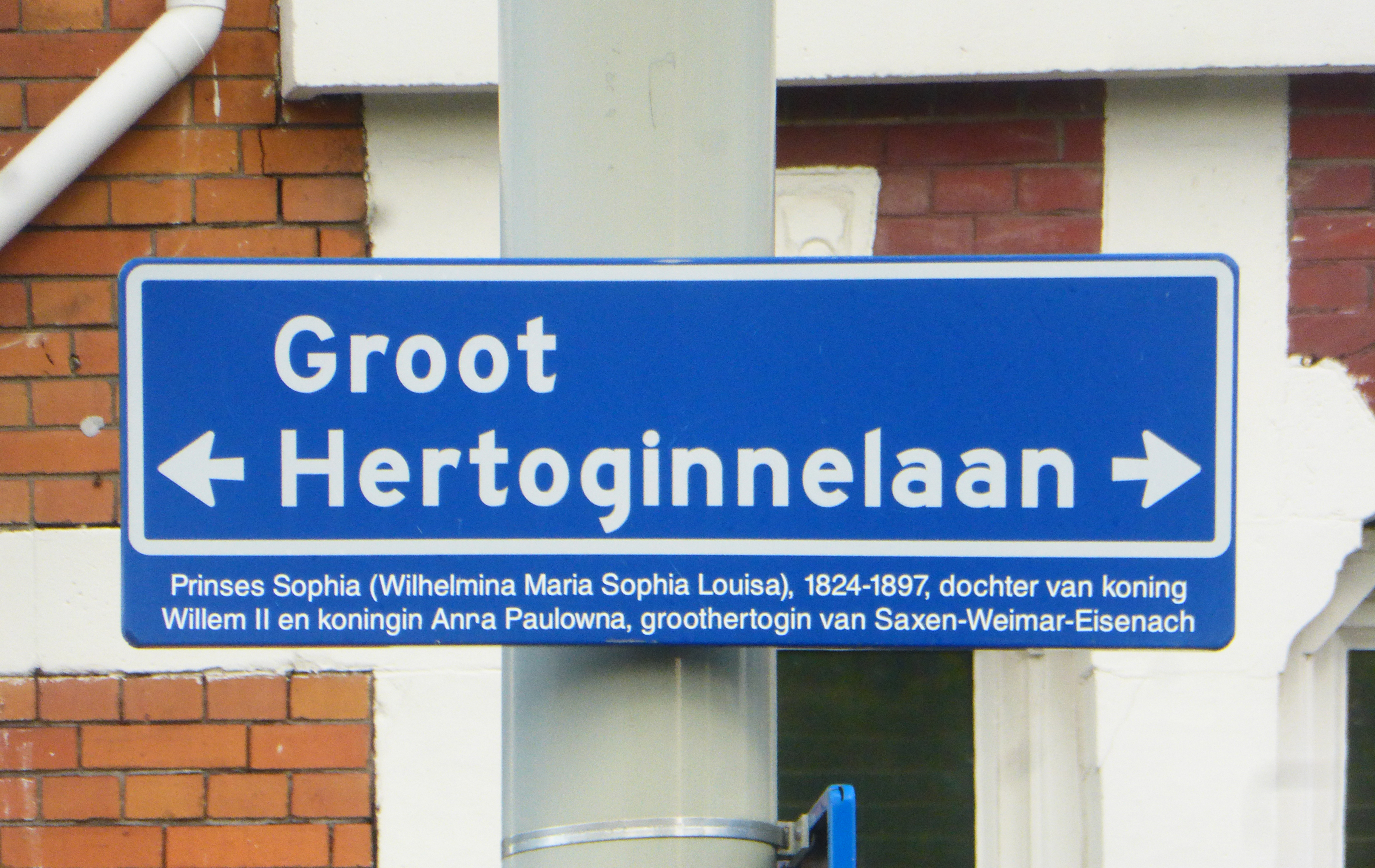

Oorspronkelijk had de laan een brede middenberm met grote volle bomen. De middenberm had gebruikt kunnen worden voor de trams, maar die reden gewoon op de weg. Na de opheffing moest het een 'snelweg' worden, en zijn rails, middenberm en de bomen verdwenen.

## Openbaar vervoer
De eerste railverbinding was de stoomtram der HIJSM, die in 1886 ging rijden tussen station HS en Scheveningen. Deze kruiste de Groot Hertoginnelaan bij de Conradkade. Bovendien was er een zijlijn vanaf de Conradkade. Deze ging achter de huizen aan de Laan van Meerdervoort langs en stak over daar waar Groot Hertoginnelaan en Carnegielaan samenkomen. In 1915 werd de zijlijn opgeheven; in 1925 ook de hoofdlijn. Die werd opnieuw aangelegd als de nog steeds bestaande elektrische tramlijn 11. Het oranje stationsgebouw naast het Vredespaleis bestaat nog steeds.
Tussen 1906 en 1966 reden er diverse elektrische tramlijnen.
De eerste was lijn 3, tussen Staatsspoor en Valkenbosplein. Lijn 3 bereed alleen het deel tussen Valkenbosplein en Stadhouderslaan. In 1915 wordt lijn 3 door lijn 7 vervangen (Bezuidenhout--Valkenbosplein), die vanaf 1927 de gehele Groot Hertoginnelaan gaat volgen. In 1912 komt lijn 13 (Staatsspoor--Statenkwartier) er bij. Die wordt in 1916 vernummerd in lijn A, en in 1927 in lijn 1. In 1921 komt lijn 14 (Kurhaus--Valkenbosplein) er bij, die de weg echter alleen oversteekt van 2e Sweelinckstraat naar/van Reinkenstraat. In 1926 volgt verlegging en rijd lijn 14 na 2e Sweelinckstraat over Groot Hertoginnelaan naar Valkenbosplein. Later verlengd naar Zuiderparklaan en nog later naar De Savornin Lohmanplein. Opgeheven in 1965. Tussen 1948 en 1958 is er een tramlijn 15, Staatsspoor--Zuiderparklaan. In 1928 komt tramlijn 21 (Staatsspoor--Sportlaan er bij; in 1937 vernummerd in lijn 2 en in 1942 opgeheven wegens oorlogsomstandigheden. (aanleg Atlantikwall) Na de oorlog rijden alleen lijn 1, 7, 14 en 15 er (gedeeltelijk) nog. Na 1958 bleven alleen lijn 7 en 14 over. Lijn 7 over de gehele laan, en lijn 14 tussen Valeriusstraat en Valkenbosplein. In het kader van het plan Lehner werd lijn 14 in 1965 en lijn 7 in 1966 opgeheven, en daarmee werd onder andere de hele Groot Hertoginnelaan tramloos.
Straten: Achterom · Alexanderstraat · Van Alkemadelaan · Amaliastraat · Amsterdamse Veerkade · Benoordenhoutseweg · Bezuidenhoutseweg · Cantaloupenburg · Denneweg · Fluwelen Burgwal · Geest · Gravenstraat · Groenewegje · Groot Hertoginnelaan · Grote Marktstraat · Herengracht · Heulstraat · Hogewal · Hooigracht · Javastraat · Juffrouw Idastraat · Kazernestraat · Kneuterdijk · Korte Vijverberg · Korte Voorhout · Laan Copes van Cattenburch · Laan van Meerdervoort · Laan van Nieuw Oost-Indië · Lange Beestenmarkt · Lange Poten · Lange Vijverberg · Lange Voorhout · Lijnbaan · Mallemolen · Mauritskade · Melis Stokelaan · Van Merlenstraat · Molenstraat · Nassaulaan · Nieuwe Haven · Nieuwe Schoolstraat · Nieuwe Uitleg · Nobelstraat · Noordeinde · Oude Boomgaardstraat · Oude Molstraat · Parkstraat · Paviljoensgracht · Piet Heinstraat · Prinsegracht · Prinsessegracht · Prinsestraat · Rijswijkseweg · Riouwstraat · Schalk Burgerstraat · Schedeldoekshaven · Schelpkade · Schenkkade · Scheveningseveer · Scheveningseweg · Schuddegeest · Slijkeinde · Smidswater · Sophialaan · Sportlaan · Spui · Spuistraat · Surinamestraat · Theresiastraat · Torenstraat · Tournooiveld · Trekvlietplein · Turfmarkt · Vaillantlaan · Vondelstraat · Wagenstraat · Weimarstraat · Westeinde · Wijnhaven · Witte de Withstraat · Zeestraat

Pleinen: Alexanderplein
· Anna Paulownaplein
· Bankaplein
· Binnenhof
· Buitenhof
· Burgemeester De Monchyplein
· Clioplein
· Elandplein 
· Esperantoplein
· Groenmarkt
· Grote Markt
· Hofplaats
· Kerkplein
· Koningsplein
· Loosduinse Hoofdplein
· Malieveld
· Muzenplein
· Nassauplein
· Plaats
· Plein
· Plein 1813
· Prins Hendrikplein
· Prinsenvinkenpark
· Regentesseplein
· Rond de Grote Kerk
· Spuiplein
· Tournooiveld
· Vaillantplein
· Varkenmarkt
· Visbanken
· Wijnhaven